# VoIP móvil
La VoIP MOVIL es la voz sobre protocolo IP (VoIP) aplicada en teléfonos móviles. Esto significa que la señal de voz que se transmite en una comunicación entre dos terminales móviles, viaja a través de Internet empleando un protocolo IP. Con los últimos avances en telefonía móvil se han podido realizar terminales suficientemente potentes como para permitir una conexión a Internet a través de redes inalámbricas, con todo lo que esto conlleva: navegar por Internet, enviar y recibir mensajes de correo electrónico, descargar diferentes archivos de datos y utilizar aplicaciones de mensajería instantánea ya sea por texto, voz o video. Estas últimas aplicaciones son las que permiten enviar y recibir paquetes de voz que sería la base de la VoIP móvil. 

## Funcionamiento

### Redes inalámbricas
Para poder hablar mediante VoIP a través de un terminal móvil, este debe estar dotado de un procesador suficientemente potente que permita una conexión inalámbrica a Internet. Ya sea por Wi-Fi, HSDPA, WiMAX o EV-DO rev A, esta última es más específica para telefonía móvil y la variante rev A de EVDO permite una creación más rápida de paquetes tanto para el enlace de subida como por el de bajada. 
También existe un compromiso entre precio y fiabilidad según el tipo de red inalámbrica que utiliza la conexión de VoIP para su funcionamiento.Una conexión Wifi es más económica, pero para que sea posible hay que estar bajo la cobertura de este, esto quiere decir que hay que estar en el interior de edificios. Una conexión EVDO es más cara pero la operadora garantiza una mejor cobertura y mayor velocidad de transferencia de datos por lo que la calidad será mejor. 

### Protocolos
Para establecer, modificar y finalizar conexiones entre dos usuarios se utiliza el protocolo de señalización SIP. Además, este es capaz de determinar la ubicación de los usuarios permitiendo de esta manera más movilidad. El protocolo SIP se complementa con el protocolo RTP, este es el que transporta los paquetes de datos de voz, es decir la conversación que enviamos a través de nuestro terminal móvil digitalizada y empaquetada mediante el protocolo IP. 
La VoIP móvil también utiliza el sistema de telecomunicaciones GAN que permite al teléfono móvil operar mediante Wifi bajo cobertura de este y cuando se pasa en un dominio de cobertura de teléfono móvil operar mediante GSM. 

### Codificación
La voz se debe digitalizar y codificar para que se pueda enviar a través del protocolo IP. Se utilizan códecs como los G.711, G.722, G.723, G.728 o G.729. Estos comprimen los datos de audio para usar menos ancho de banda en la transmisión. De esta manera se permiten muchas más conexiones en un mismo canal. 
Hay que tener en cuenta que la calidad de los datos transmitidos es inversamente proporcional a la compresión de los datos, si la compresión de datos es muy grande podemos perder inteligibilidad. Existe pues un compromiso entre el ancho de banda que se quiere utilizar y una calidad suficientemente buena para que haya inteligibilidad. 

## Problemas
Existen una serie de problemas que se deben superar para que la VoIP móvil funcione correctamente. 

### Movilidad
Cuando se ha establecido una conexión entre dos usuarios que pueden estar en movimiento, estos pueden cambiar de área de cobertura de la estación base que les permite la conexión. Cuando esto sucede se debe volver a establecer una nueva conexión con la nueva estación base y requiere un cierto tiempo. El funcionamiento es similar al handover utilizado en telefonía móvil convencional. 
Cuando se varía a menudo de área de cobertura que nos proporciona una estación base, podemos tener problemas de retardo bastante graves que imposibilitan una conexión de VoIP. 

### Retardo
Además del retraso introducido por el cambio del área de cobertura de una estación base a otra, existen otros: 
Retrasos introducidos por el procesador a la hora de codificar, comprimir y empaquetar los datos para enviarlas a través de la red IP. 
Retrasos que conlleva la utilización del protocolo IP como la pérdida de paquetes, envío de paquetes erróneos, las colas de los nodos llenas o la congestión de la red. 
Para que una conexión de VoIP móvil se considere aceptable el retraso debe ser inferior a 150 ms.

## Ventajas
El hecho de utilizar el protocolo IP para comunicarse supone un gran abaratamiento de las llamadas, sobre todo a nivel internacional, ya que para disponer de internet sólo hay que pagar una cuota fija y este permite acceder todo el mundo donde haya conexiones con protocolo IP. 
Se prevé que a medida que se mejore esta tecnología cada vez habrá más usuarios que utilicen la VoIP móvil. Los principales motivos son que el tiempo de llamada no supone un incremento del coste de ésta y se pueden realizar, también por el mismo precio, llamadas internacionales. 
Este hecho puede suponer un gran cambio en las operadoras de telefonía móvil ya que su principal fuente de ingresos son los servicios de voz que ofrece. 

## Aplicaciones
Debido al gran número de operaciones que debe realizar el procesador para poder realizar una conexión vía protocolo IP se necesitan terminales móviles preparados para poder realizar este tipo de conexiones. 
Los teléfonos inteligentes son capaces de realizar las operaciones necesarias ya que están dotados de procesadores cada vez más potentes. Ya se han conseguido transmisiones de VoIP a través de estos tipos de terminales móviles mediante aplicaciones como Skype para estos.